# ولف ولکانو
ولف ولکانو (آتشفشان گرگ) بلندترین قله در جزایر گالاپاگوس است و در جزیره ایزابلا واقع شده است و به ۱۷۰۷ متر می رسد. این یک آتشفشان سپر است که دارای یک شکل کاسه سوپ واژگون است. ارتفاع: 1707 متر در 5600 فوت
این آتشفشان به نام تئودور ولف، زمین شناس آلمانی که در قرن نوزدهم جزایر گالاپاگوس را مطالعه کرد، نامگذاری شد، جزیره گرگ در شمال گالاپاگوس نیز به نام وی نامگذاری شده است.
ارتفاع آن Wolf Volcano را به یک "قله فوق العاده برجسته" تبدیل می کند، که قله ای است با برجستگی توپوگرافی بیش از ۱۵۰۰ متر.